# Гвадалупе Порвенир (Ситала)
Гвадалупе Порвенир (шп. Guadalupe Porvenir) насеље је у Мексику у савезној држави Чијапас у општини Ситала. Насеље се налази на надморској висини од 933 м.

## Становништво
Према подацима из 2010. године у насељу је живело 8 становника.

### Хронологија
| Година       | 2000         | 2005        | 2010 |
| ------------ | ------------ | ----------- | ---- |
| Становништво | 40 (20 / 20) | 20 (11 / 9) | 8    |

### Попис
| # | Индикатор                     | Вредност |
| - | ----------------------------- | -------- |
| 1 | Укупно домаћинстава           | 2        |
| 2 | Укупно насељених домаћинстава | 2        |
| 3 | Величина локације             | 1        |